# Ковальчук, Людмила Ивановна
Людмила Ивановна Ковальчук (укр. Людмила Іванівна Ковальчук; 3 января 1939 — 24 сентября 2020) — советская и украинская библиотекарь и общественный деятель.
Вице-президент Украинской библиотечной ассоциации.

## Биография
Родилась 3 января 1939 года на Полесье — в селе Боровка Макаровского района Киевской области в семье, где было двое детей. Её отец — Ковальчук Иван Петрович, был председателем Боровского сельского совета; в годы Великой Отечественной войны был членом подпольной организации, действовавшей на территории Киевской области, казнен фашистами в застенках гестапо в 1942 году. Мать — Клименко Евдокия Григорьевна (1910—1995), работала в колхозе.
С 1945 по 1952 год Людмила училась в Боровской семилетней школе. На выбор дальнейшего пути девушки повлияла её родная тётя — Ольга Клименко, которая долгие годы работала заведующей научно-медицинской библиотекой Национального института сердечно-сосудистой хирургии им. Н. М. Амосова ныне Национальной академии медицинских наук Украины.
В 1952—1955 годах училась в Киевском техникуме подготовки работников просвещения и по его окончании работала заведующей библиотекой в родном селе. В
1959—1964 годах продолжила своё образование в Харьковском библиотечном институте (ныне Харьковская государственная академия культуры). После его окончания получила назначение в Публичную библиотеку имени Леси Украинки в Киеве.
Людмила Ивановна проработала директором Библиотеки Леси Украинки с 1964 по 2016 год. За этот период возглавляемое ею учреждение постановлением Главного комитета Выставки достижений народного хозяйства СССР от 15 ноября 1983 № 697 было награждено Дипломом второй степени (за большую работу коллектива библиотеки в помощь производству на основе договоров о творческом сотрудничестве с промышленными предприятиями), а Ковальчук Л. И. — серебряной медалью. Постановлением Совета Министров РСФСР и Украинского республиканского Совета профсоюзов от 5 февраля 1981 № 81 коллектив библиотеки за достижение наивысших показателей в работе был занесён в Республиканскую книгу трудовой доблести на Выставке достижений народного хозяйства УССР (ныне Национальный Экспоцентр Украины).
Л. И. Ковальчук наряду с профессиональной деятельностью занималась и общественной — в течение пятнадцати лет она была депутатом Шевченковского районного совета Киева, где возглавляла постоянную комиссию по вопросам культуры. Является членом Общественного гуманитарного совета Киева, членом коллегии Департамента культуры исполнительного органа Киевского городского совета (ныне Киевская городская государственная администрация).
Является автором ряда работ.
Была награждена наградами СССР — ордена Трудового Красного Знамени (1986), Знак Почёта (1976), медаль «За трудовую доблесть», а также Украины — орден Княгини Ольги III степени (2000) и медаль «20 лет независимости Украины». Удостоена звания «Заслуженный работник культуры УССР» (1982).